# Mohelnice (Krupka)
Mohelnice (německy Böhmisch Müglitz) je zaniklá vesnice, která ležela asi 5,5 kilometru severně od Krupky v okrese Teplice na severu Čech.
Mohelnice leží v katastrálním území Mohelnice u Krupky o výměře 23,96 hektarů.

## Geografie
Ves Mohelnice se rozkládala podél horního toku stejnojmenného potoka v nejvyšších partiích pohraničního hřebene východních Krušných hor.U zaniklé obce, avšak již na saském území, se v nadmořské výšce zhruba 625 metrů stékají potoky Mohelnice (Weiße Müglitz), pramenící mezi Komáří hůrkou (807 m n. m.) a Lysou horou (836 m n. m.), a Černý potok (Schwarze Müglitz či Schwarzbach) v říčku Mohelnici (Müglitz), která se v saském Heidenau levostranně vlévá do řeky Labe.Česká Mohelnice bezprostředně sousedila se saskou obcí Müglitz, která je částí města Altenbergu.

### Geologie

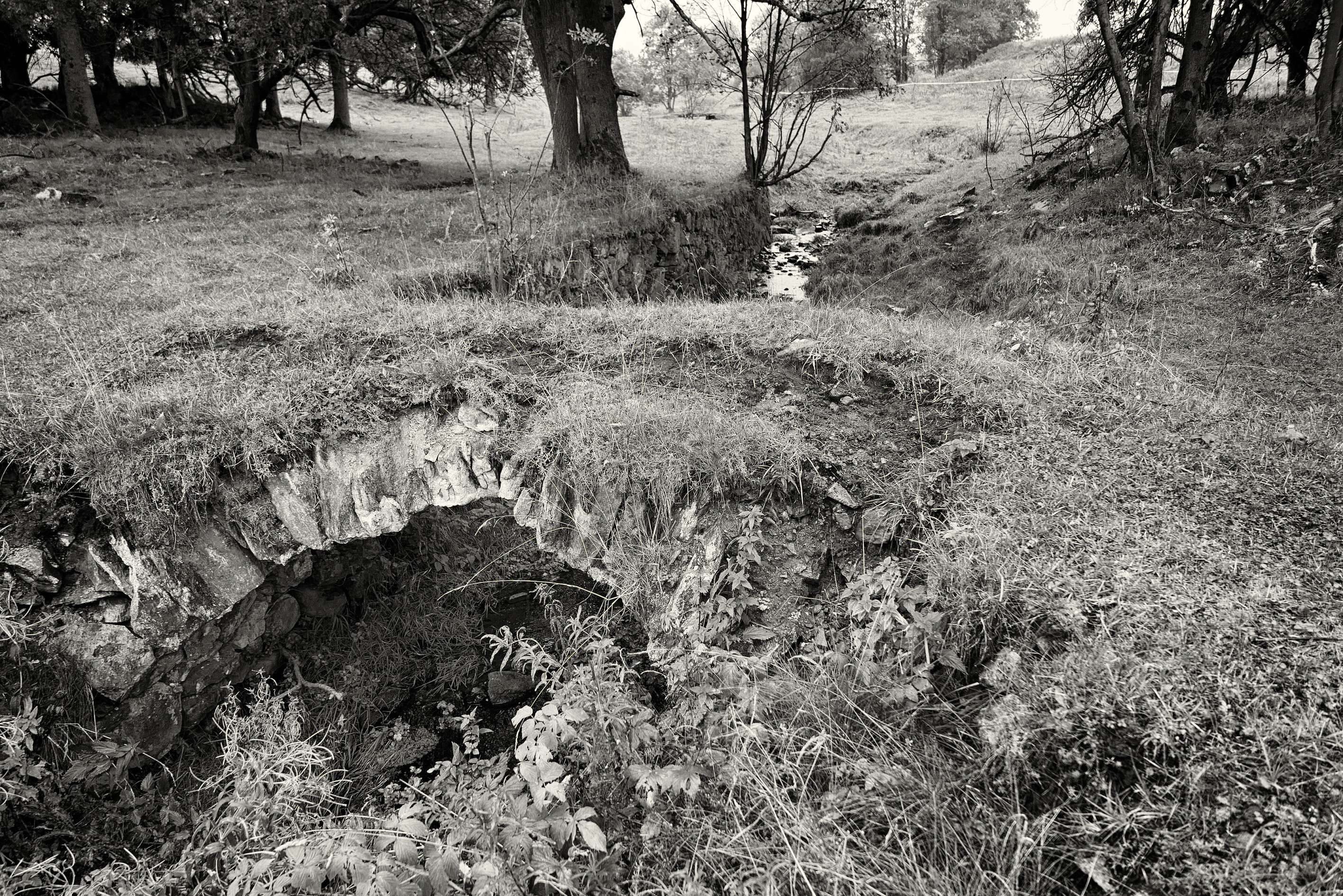
Starý mostek u cesty z Fojtovic do Mohelnice

Nejvyšším bodem v okolí zaniklé obce je východně položená kóta Mohelnice (746 m n. m.) tvořená metamorfovanžmi prevariskými granitoidy, postupně přeměňovanými na ortoruly. Kóta Mohelnice je evidovaná jako zajímavá geologická lokalita. V okolí kóty se vyskytují tzv. Mohelnické balvany, což jsou balvany metagranitů. V místní hornině se vyskytují xenolity, tvořené převážně drobně zrnitou muskovit-biotitickou pararulou, bohatou na křemen a živec.

## Historie
V roce 1477 je zmiňována Mohelnice jako Moglicz.
Mezi roky 1869 až 1930 přináležela Mohelnice k obci Fojtovice (Voitsdorf) v okrese Teplice, respektive od roku 1921 byla součástí okresu Teplice-Šanov. V roce 1950 je Mohelnice uváděna jako osada obce Horní Krupka v okrese Teplice. Po roce 1945 bylo německé obyvatelstvo Mohelnice vysídleno a vesnice později zanikla.

## Obyvatelstvo
|           | 1869 | 1880 | 1890 | 1900 | 1910 | 1921 | 1930 | 1950 |
| --------- | ---- | ---- | ---- | ---- | ---- | ---- | ---- | ---- |
| Obyvatelé | 144  | 158  | 130  | 141  | 114  | 89   | 99   | .    |
| Domy      | 27   | 21   | 21   | 27   | 22   | 22   | 22   | 23   |